# 가양초등학교 (경기)
가양초등학교는 대한민국 경기도 남양주시에 있는 공립 초등학교이다.

## 학교 연혁
- 1948년 11월 1일 : 장현초등학교 가양분교장 개교

## 참고 자료
- 가양초등학교 - 한국교육학술정보원 학교알리미